# Biq‘at Ardon
Biq‘at Ardon (hebreiska: בקעת ארדון, Bik‘at Ardon) är en sänka i Israel.   Den ligger i distriktet Södra distriktet, i den södra delen av landet.